# Боренти
Боренти (пол. Boręty, нім. Barendt) — село в Польщі, у гміні Ліхнови Мальборського повіту Поморського воєводства.
Населення — 387 осіб (2011).
У 1975-1998 роках село належало до Ельблонзького воєводства.

## Демографія
Демографічна структура станом на 31 березня 2011 року:
|          | Загалом | Допрацездатний вік | Працездатний вік | Постпрацездатний вік |
| -------- | ------- | ------------------ | ---------------- | -------------------- |
| Чоловіки | 178     | 41                 | 123              | 14                   |
| Жінки    | 209     | 66                 | 119              | 24                   |
| Разом    | 387     | 107                | 242              | 38                   |